# Lapuebla de Labarca
Lapuebla de Labarca è un comune spagnolo situato nella comunità autonoma dei Paesi Baschi.